# József Árpád Habsburg
József Árpád Habsburg (Joseph Arpád Benedikt Ferdinand Franz Maria Gabriel; n. 8 februarie 1933, Budapesta, Regatul Ungariei – d. 30 aprilie 2017, Madrid, Spania) a fost un membru al ramurei maghiare a Casei de Habsburg-Lorena.
S-a născut la Budapesta ca fiu al Arhiducelui Joseph Francis de Austria și al soției acestuia, Prințesa Anna de Saxonia. El este stră-strănepot al Arhiducelui Joseph, Palatin al Ungariei.